# Rosa Sensat i Vilà

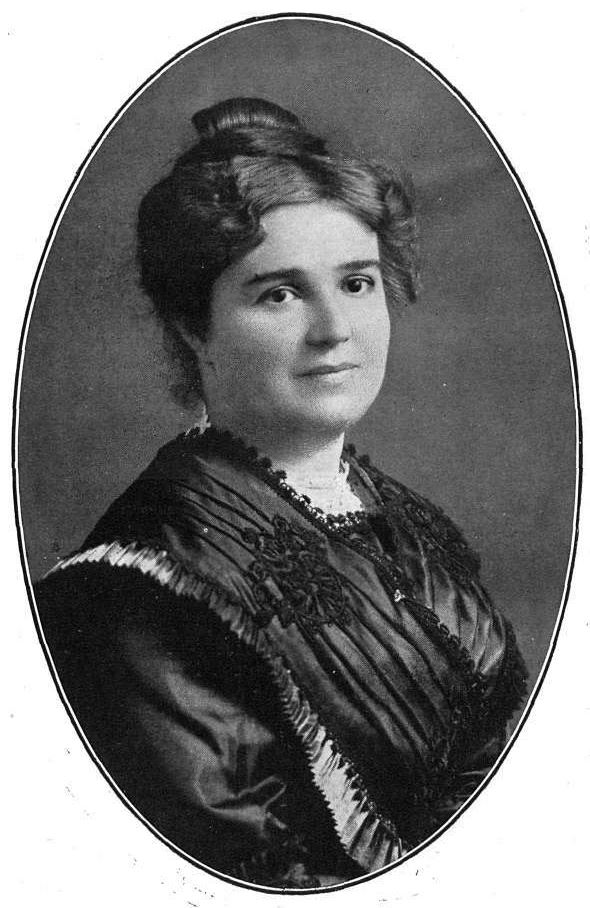
Rosa Sensat i Vilà, La Ilustració Catalana, 1912

Rosa Sensat i Vilà (* 17. Juni 1873 in El Masnou; † 1. Oktober 1961 in Barcelona) war eine spanische Reformpädagogin und Autorin, die in den ersten Jahrzehnten des 20. Jahrhunderts im öffentlichen Bildungswesen von Katalonien wirkte. Sie war geprägt von ihren Reisen in verschiedene europäische Länder und ihrer Freundschaft mit Jean Piaget, den sie bei einem Aufenthalt in Genf kennenlernte. Sie plädierte für eine Erziehung mit Naturnähe und Experimentierfreude und formulierte, dass „die beste Schule der Schatten eines Baumes ist“. Mit der katalanischen Frauenbewegung verbunden, setzte sie sich besonders für die Erneuerung des naturwissenschaftlichen Unterrichts und die Rationalisierung der als „weiblich“ geltenden Fächer ein und unterstützte die Umgestaltung der Mädchenbildung.

## Leben
Sensat i Vilà wurde als Tochter von Jaume Sensat, einem Korvettenkapitän, der starb, als sie neun Jahre alt war, und Josepa Vilà, einer Stickerin, geboren. Sie, ihre Mutter und Großmutter verdienten ihren Lebensunterhalt mit Stickereien und Spitzen. Im Alter von zehn Jahren begann sie, sich auf die Aufnahmeprüfung der Normalschule vorzubereiten, um Lehrerin zu werden. Dazu zog sie im Alter von zwölf Jahren nach Barcelona. Sie schrieb sich am Colegio Barcelonés zur Prüfungsvorbereitung ein. Da sie in Barcelona nirgendwo unterkommen konnte, nahm Àngela Vallès, die Direktorin der Schule, sie in ihrem Haus auf. Vallès wurde erst zur Lehrerin und Mentorin und später zur Schwiegermutter.
Mit fünfzehn Jahren war sie bereits Oberlehrerin und begann an der städtischen Schule von El Masnou zu arbeiten. Sie setzte ihr Studium fort und gewann zwei Auswahlprüfungen, gab eine davon auf und entschied sich für die Stelle in einer Vorschule in Gerona. Danach reiste sie mit ihrer Mutter nach Madrid, um den Titel einer Normalschullehrerin durch die Escuela Central de Magisterio zu erhalten. Sie kehrte an die Schule in Gerona zurück, bis sie 1896 eine Stelle in einer Vorschule in Madrid erhielt, wo sie vier Jahre lang lebte und wo sie ein intensives kulturelles Leben hatte. Sie kam mit der Gruppe Institución Libre de Enseñanza in Kontakt, wo sie Francisco Giner de los Ríos und Manuel Bartolomé Cossío kennenlernte.
Im Alter von 25 Jahren erhielt sie einen Lehrauftrag an der Normalschule in Alicante, wohin sie 1901 zog. Nachdem sie 1902 David Ferrer geheiratet hatte, kündigte sie den Posten und das Paar ließ sich in Barcelona nieder. Sie arbeitete drei Jahre lang an der Schule Sant Martí dels Provençals und wechselte schließlich 1908 an die Escola Pública Unitaria de la Diagonal.
In Barcelona schloss sie sich einer Gruppe von Pädagogen an, die der kulturellen Erneuerung der 1890er Jahre nahestanden und die von der Notwendigkeit einer erneuerten Schule als moralischem Motor des materiellen und geistigen sozialen Wandels in Katalonien überzeugt waren. 1909 nahm sie am Congrés Internacional de Primer Ensenyament teil. Ende 1912 besuchte sie mit einem Stipendium der Junta de Ampliación de Estudios verschiedene Reformschulen in Belgien, der Schweiz und Deutschland.
Im Jahr 1914 gründete sie die Escuela Municipal del Bosque, die erste öffentliche Freiluftschule nach den Ideen der Reformpädagogik. Sie arbeitete aktiv am Prozess der pädagogischen Reform mit und hielt Kurse und Vorträge an der Escola Normal de la Mancomunitat wo sie Alexandre Galí und Eladi Homs kennenlernte, an den verschiedenen Escoles d'Estiu, die von der Mancomunitat de Catalunya organisiert wurden, und nahm am Congrés de la Llar (Paris, 1922) und am Congrés d'Educació Nova, der 1932 in Nizza stattfand, teil. Sie bekleidete führende Positionen in wichtigen Bildungsgremien wie der Federació de Mestres Nacionals de Catalunya, an der Seite von Llorenç Jou und Cassià Costal, in der Junta Provincial de Primer Ensenyament (Grundschulbildung) und sogar im Consell Universitari (Universität). Sie arbeitete auch mit der Associació protectora de l'Ensenyança Catalana zusammen, die 1923 Les ciències a la vida de la Llar veröffentlichte.
20 Jahre lang leitete sie die Mädchenabteilung ihrer Schule, in der sie ihre pädagogischen Ideen entwickelte: Respekt vor den Kindern und ihren Interessen, Vitalismus verstanden als naturnahes Leben, die Bedeutung von Hygiene, Leibeserziehung, Luft und Licht, Spiel und Arbeit; Wertschätzung des Schönen und pädagogische Reflexion durch den gesunden Menschenverstand im Alltag, Vermeidung von Technizismen und Wertschätzung des ganzen Menschen. Sie wollte auf eine spielerische und dynamische Art und Weise erziehen, ganz anders als das, was damals in Spanien traditionell praktiziert wurde.
1931, zum Beginn der Republik, schlug der Leiter der Kulturabteilung des Stadtrats von Barcelona, Manuel Ainaud, vor, dass Sensat i Vilà die große Schulgruppe Milà i Fontanals im Zentrum von El Raval leiten sollte, einem der ärmsten und bevölkerungsreichsten Stadtteile Barcelonas, mit 1.200 Schülern und vierzig Lehrern, umgeben von Straßen, in die die Sonne nicht eindringen konnte, ohne Parks oder Gärten. Sie lehnte zunächst ab, ließ sich dann aber überreden. Zu dem Zeitpunkt bereits verwitwet und fast sechzig Jahre alt, nahm sie die Herausforderung an, eine öffentliche, demokratische und qualitativ hochwertige Schule für alle aufzubauen.
Der Spanische Bürgerkrieg von 1936 wirkte sich tiefgreifend aus, und sogar ein Luftangriff traf die Schule, obwohl er die Kinder nicht erreichte. Am Ende des Krieges, 1939, wurde Sensat als „Rote und Separatistin“ gebrandmarkt und weigerte sich, an ihren Platz an der Schule Milà i Fontanals zurückzukehren, die zu dieser Zeit eine mit dem Franco-Regime sympathisierende Direktorin hatte. Mehrfach wurde ihr in der Folgezeit durch die Comisión Superior Dictaminadora de Expedientes das Ruhegehalt verweigert.
Sie lebte noch weitere 18 Jahre in Barcelona, bevor sie Anfang Oktober 1961 verstarb.

## Pädagogische Prinzipien
Sensat i Vilas pädagogische Prinzipien basierten auf der Achtung des ganzen Menschen, der Integration des Spiels in den Lehrplan und dem ästhetischen Genuss. Sie nutzte die Begebenheiten des täglichen Lebens, um Schulinhalte zu vermitteln, fernab von Akademismus, in dem, was später als „sinnstiftendes Lernen“ bezeichnet werden sollte. Sie vertrat die Ansicht, dass die Grundlage der Bildung im Kleinkind- und Grundschulalter gelegt wird und dass daher eine gute Ausbildung der Lehrer in diesen Phasen notwendig ist, um den Schülern das nötige Rüstzeug für das weitere Lernen mitzugeben.
Sie war mit dem katalanischen Feminismus verbunden, da sie sich für die Bildung von Mädchen einsetzte. Sie war die pädagogische Leiterin des Instituto de Cultura y Biblioteca de la Mujer, einer von Frauen geführten Bildungsorganisation, die 1910 von Francesca Bonnemaison gegründet wurde. Sie diente auch als Bindeglied zwischen den ersten katalanischen Feministinnen und einer neuen Generation von Lehrerinnen, die sich der Aufgabe widmeten, die Mädchenschulen zu modernisieren. Für Sensat i Vila war das feministische Problem ein Erziehungsproblem, und so formulierte sie es 1916 in einem Vortrag im Rahmen eines Kurses zur Erziehung von Frauen, an dem auch Carmen Karr, Leonor Serrano, María Domènech, Maria Baldó und Dolors Monserdà teilnahmen und der im Ateneo Barcelonés stattfand.
Sensat i Vilas Feminismus zeigt die konservativen Ansätze Dolors Monserdàs, durchdrungen von einem Sinn für soziales Handeln, ein klares Eingreifen in unmittelbare Konflikte, aber bewusst distanziert von der Politik. Für sie war Bildung das Mittel, die Ungleichheiten zwischen den Geschlechtern und die Ausbeutung der arbeitenden Frauen zu überwinden.
In ihren Klassentagebüchern aus dem frühen 20. Jahrhundert beschreibt sie innovative Initiativen wie Schulausflüge mit den Schülerinnen oder die Einschränkung der Zeit, in der Mädchen nähen lernten, um stattdessen die Natur zu studieren oder zu experimentieren. Als ihre Ziele betonte sie die Notwendigkeit, eine freundliche Schulumgebung zu schaffen („wie zu Hause“), die persönliche Entwicklung der Mädchen zu fördern und ihren Sinn für Würde zu beleben, damit sie zu Frauen „en el más elevado sentido de la palabra“ würden.
1923 veröffentlichte sie Les ciències en la vida de la llar („Wissenschaft im Haushaltsleben“), mit dem sie ihre Qualität als wissenschaftliche Publizistin unter Beweis stellte, indem sie ihre Erfahrungen aus dem 1921 durchgeführten Normalschulkurs für Lehrerinnen in der häuslichen Erziehung weitergab. Der Lehrplan des Buches befasste sich in vier Abschnitten mit der wissenschaftlichen Untermauerung der praktischen, alltäglichen Aufgaben im Haushalt: Luft, Wasser, Kleidung und Nahrung. Der Erfolg veranlasste sie, Cómo se enseña la economía doméstica (1927) zu schreiben, das für die Ausbildung von Grundschullehrern gedacht war.

## Nachleben
1965 wurde die gemeinnützige, nichtstaatliche Vereinigung Escuela de Maestros Rosa Sensat gegründet. Sie ist eine Vereinigung von Lehrern und Erziehern in Katalonien (Spanien), deren Ziel es ist, die Qualität des Unterrichts und der Bildung im Allgemeinen zu verbessern. 1980 nahm sie ihren heutigen Namen Associació de mestres Rosa Sensat an. Der Verein wurde von der prominenten Pädagogin Marta Mata gefördert. Im April 2010 wurde der Verein von der Generalitat de Catalunya mit dem Creu de Sant Jordi ausgezeichnet. Die Vereinigung bietet Fortbildungskurse für Lehrerinnen und Lehrer an (besonders Sommerschulen), hat verschiedene Arbeitsgruppen, organisiert Konferenzen und Debatten und betreibt mehrere angesehene Publikationen: Perspectiva Escolar, Infància, Infància a Europa und Infancia latinoamericana.
Sensat i Vilà hat eine Vielzahl von Schriften in Einzelpublikationen, Artikeln und Berichten hinterlassen. Eine vollständige Bibliographie wurde von der Associació de mestres Rosa Sensatan veröffentlicht.